# Marlowe (2022)
Marlowe ist ein Spielfilm von Neil Jordan aus dem Jahr 2022. Das Werk basiert auf einem Roman von John Banville, den er unter dem Pseudonym Benjamin Black veröffentlichte. In der Titelrolle des Privatdetektivs Philip Marlowe ist Liam Neeson zu sehen.
Die europäische Koproduktion zwischen Spanien, Irland und Frankreich wurde im September 2022 beim Filmfestival von San Sebastián uraufgeführt. Ein regulärer Kinostart in den USA erfolgte im Februar 2023.

## Handlung
Im Los Angeles des Jahres 1939 erhält der Privatdetektiv Philip Marlowe von der glamourösen Erbin Clare Cavendish den Auftrag, ihren vermissten Liebhaber Nico Peterson, einen Requisiteur in den Pacific Film Studios, zu finden. Er erfährt schnell, dass Peterson tot ist, nachdem er betrunken stürzte, bevor ein Auto vor dem exklusiven Corbata Club über seinen Kopf fuhr. Marlowe besucht Clare Cavendish, um ihr von Petersons Tod zu erzählen, und trifft auch den Eigner der Pacific Film Studios, Philip O’Reilly. Clare verrät, dass sie Peterson nach seinem angeblichen Tod noch gesehen hat, als er in Tijuana an ihr vorbeifuhr. Verärgert darüber, dass sie diese Informationen zurückhält, macht sich Marlowe auf den Weg und trifft dabei auf Cavendishs Mutter, Dorothy Quincanon.
Marlowe besucht Petersons Grab und trifft auf eine trauernde Frau, die aber wegläuft, bevor er mit ihr sprechen kann. Marlowe überredet seinen Freund, Detective Joe Green, eine Mordermittlung einzuleiten, da es sich bei der Leiche offenbar nicht um Peterson handelt. Green entgegnet, dass die Leiche vom Besitzer des Corbata Clubs, Floyd Hanson, identifiziert worden sei. Marlowe trifft sich im Club mit Hanson, wobei es beiden nicht gelingt, Informationen voneinander zu bekommen. Als Marlowe geht, bemerkt er die Frau vom Friedhof, Petersons Schwester Lynn, und verabredet sich mit ihr am Abend im Cabana Club. Ihr Gespräch wird von Hanson beobachtet. Als er ankommt, wird Marlowe von zwei Männern angegriffen, schlägt sie jedoch bewusstlos.
Dorothy Quincanon versucht, Marlowe zu engagieren, um stattdessen Peterson für sie selbst zu finden. Sie verrät, dass sie auf Anraten von O’Reilly, ihrem ehemaligen Liebhaber, viele Jahre vorgab, ihre Tochter Clare Cavendish sei ihre Nichte. Ein ehemaliger Privatdetektiv hatte erfahren, dass Peterson auch als Agent für die Schauspielerin Amanda Toxteth fungierte. Toxteth erzählt Marlowe, dass Peterson ein Frauenheld war und regelmäßig Kokain aus Tijuana importierte. Marlowe bricht in Petersons Haus ein und trifft auf Lynn Peterson, bevor beide von zwei mexikanischen Männern angegriffen werden, die nach einer „Serena“ suchen. Marlowe wird bewusstlos geschlagen, während Lynn gefangen genommen wird.
Nach dem Aufwachen wird Marlowe vom Drogenboss Lou Hendricks und seinem Handlanger Cedric entführt. Hendricks verrät, dass er hinter Peterson her ist, welcher ihm als sein Drogenkurier eine große Menge Kokain gestohlen hat. Der Corbata Club wurde benutzt, um Petersons Tod vorzutäuschen. Marlowe lässt seinen Offiziersfreund Bernie Ohls mit der Suche nach Lynn beginnen, während Clare Cavendish Marlowe aufsucht, um ihn zu verführen. Er lehnt ihre Annäherungsversuche ab. Marlowe folgt Cavendish heimlich zu einem Rendezvous mit O’Reilly und trifft dort auf Dorothy Quincanon, die ihre Wut über die Beziehung ihrer Tochter zu dem viel älteren und mächtigen O’Reilly teilt. Am nächsten Tag bringt Ohls Marlowe zu Lynns Leiche, die vor ihrem Tod gefoltert und vergewaltigt wurde. Ohls unterstützt Marlowe inoffiziell dabei, den Club zu infiltrieren und Lynn zu rächen.
Marlowe stellt Hanson zur Rede, der ihm einen Drink anbietet. Dieser ist vergiftet und Marlowe tut so, als würde er sterben. Überzeugt, dass er tot ist, überlässt Hanson es seinen Männern, Marlowes Leiche an einen geheimen Ort zu bringen, wo die Mexikaner getötet wurden, Hendricks gefoltert und Cedric festgehalten wurde. Unter Folter enthüllt Hendricks, dass es sich bei „Serena“ um die Statue einer Meerjungfrau handelt, die Peterson im angrenzenden Aquarium platziert hat, und dass sie das gesuchte Kokain enthält. Marlowe befreit Cedric, und das Paar tötet Hanson und seine Männer, wobei sie versehentlich auch die Meerjungfrau mit den Drogen zerstören. Cedric tötet auch Hendricks, nachdem ihm mitgeteilt wurde, dass er das Geld für die vernichteten Drogen erstatten soll. Cedric beschließt, mit Marlowe zusammenzuarbeiten.
Als Marlowe nach Hause zurückkehrt, wartet dort Nico Peterson auf ihn. Er erzählt, dass er viele Informationen über O’Reilly gesammelt hat. Der falsche Peterson war ein Musiker, der Peterson ähnelte. Peterson trifft Clare Cavendish und enthüllt seine umfangreichen Aufzeichnungen über jeden Drogendeal, der über das Requisitendepot mit Hendricks durchgeführt wurde, in der Überzeugung, dass dies den Ruf von O’Reilly zerstören würde. Als Marlowe ankommt, verrät Clare Cavendish Peterson, erschießt ihn und zündet sowohl ihn als auch die Beweise an. Sie will damit die Gunst von O’Reilly erlangen und Vizepräsidentin des Studios werden. Sie bietet Marlowe einen Job als Sicherheitschef des Studios an. Doch der lehnt ab und empfiehlt stattdessen Cedric.

## Veröffentlichung
Marlowe wurde am 15. Februar 2023 im Verleih von Open Road/Briarcliff Entertainment in den US-amerikanischen Kinos veröffentlicht. Eine vorherige Uraufführung fand am 24. September 2022 als Abschlussfilm des Festivals von San Sebastián statt.

## Auszeichnungen
Irish Film & Television Awards 2023
- Nominierung als Bester Hauptdarsteller (Liam Neeson)
- Nominierung für die Besten visuellen Effekte[5]